# Neope yamoides
Neope yamoides är en fjärilsart som beskrevs av Moore 1892-1894. Neope yamoides ingår i släktet Neope och familjen praktfjärilar. Inga underarter finns listade i Catalogue of Life.